# Dani Cunha
Danielle Dytz da Cunha (Rio de Janeiro, 19 de maio de 1987) é uma política brasileira, filiada ao União Brasil (UNIÃO).
Nas eleições de 2022, foi eleita deputada federal pelo Rio de Janeiro com 75.810 votos (0,72% dos votos válidos).
É filha de Eduardo Cunha, político que exerceu o cargo de deputado federal entre fevereiro de 2003 e setembro de 2016, tendo sido presidente dessa Casa de 1º de fevereiro de 2015 até renunciar ao cargo em 7 de julho de 2016.